# Jacqueline Massabki
Jacqueline Massabki est une journaliste et avocate libanaise née à Beyrouth et morte dans cette même ville le 1er septembre 2015.

## Biographie
D'abord avocate, Jacqueline Massabki devient également journaliste, métier qu'elle abandonne par la suite par manque de temps. Elle est la première femme à être élue au conseil de l'Ordre libanais des avocats. Elle est membre de la Fédération internationale des femmes juristes et, à ce titre, a représenté le Liban dans le monde entier.
Elle est notamment coauteure du roman La Mémoire des cèdres, paru en septembre 1989 chez Robert Laffont. Il est récompensé des prix RTL grand public et Maison de la Presse en 1990.
Atteinte par la maladie d'Alzheimer depuis 2006, Jacqueline Massabki meurt le 1er septembre 2015 à Beyrouth, où elle est inhumée dans le cimetière de Ras el-Nabeh.
Dans son livre La Langue des dieux, l'auteure suisse Gilberte Favre rend hommage à son amie Jacqueline Massabki.

## Œuvre
- Jacqueline Massabki et François Porel, La Mémoire des cèdres : roman, Paris, Éditions Robert Laffont, 1989, 598 p. (ISBN 2-221-06569-7).

## Distinctions
- Officier de l'ordre des Arts et des Lettres. Décoration « pour services rendus à la francophonie », remise en novembre 2015 par l'ambassadeur de France au Liban Daniel Jouanneau[6].